# Pierre Fouquier
Pierre Éloi Fouquier (26 de julio de 1776 a 1850) fue un médico y profesor de medicina.
Fouquier nació en Maissemy. Además de ser médico de Carlos X de Francia y Luis Felipe de Francia, Fouquier también fue miembro de la Académie Nationale de Médecine. Murió en París.
El género de plantas Fouquieria fue nombrado en su honor.